# Canoagem nos Jogos Olímpicos de Verão de 2008 - Slalom K-1 feminino
A competição slalom K-1 feminino de canoagem nos Jogos Olímpicos de Verão de 2008 realizou-se nos dias 13 (provas eliminatórias) e 15 (semifinais e final) de agosto de 2008.

## Medalhistas
| Ouro   | SVK Elena Kaliská            |
| Prata  | AUT Jacqueline Lawrence      |
| Bronze | AUS Violetta Oblinger-Peters |

## Calendário
Horários de Pequim (UTC+8)
| Data                               | Horário     | Fase                      |
| ---------------------------------- | ----------- | ------------------------- |
| Quarta-feira, 13 de agosto de 2008 | 15:40-16:40 | Eliminatória (1ª bateria) |
| Quarta-feira, 13 de agosto de 2008 | 17:22-18:20 | Eliminatória (2ª bateria) |
| Sexta-feira, 15 de agosto de 2008  | 15:35-16:45 | Semifinal                 |
| Sexta-feira, 15 de agosto de 2008  | 17:12-18:00 | Final                     |

## Resultados

### Eliminatória
| Pos. | Nome                             | Preliminar | Preliminar | Preliminar |
| Pos. | Nome                             | Desc. 1    | Desc. 2    | Total      |
| ---- | -------------------------------- | ---------- | ---------- | ---------- |
| 1    | SVK Elena Kaliská                | 94.34      | 91.85      | 186.19     |
| 2    | CHN Li Jingjing                  | 94.30      | 93.26      | 187.56     |
| 3    | CZE Štěpánka Hilgertová          | 97.14      | 91.99      | 189.13     |
| 4    | GER Jennifer Bongardt            | 92.79      | 94.58      | 189.37     |
| 5    | FRA Émilie Fer                   | 96.90      | 92.78      | 189.68     |
| 6    | AUT Violetta Oblinger-Peters     | 97.27      | 99.44      | 196.71     |
| 7    | AUS Jacqueline Lawrence          | 103.18     | 96.95      | 200.13     |
| 8    | POL Agnieszka Stanuch            | 101.16     | 101.76     | 202.92     |
| 9    | ITA Cristina Giai Pron           | 102.75     | 100.95     | 203.70     |
| 10   | USA Heather Corrie               | 105.78     | 105.53     | 211.31     |
| 11   | KAZ Yekaterina Lukicheva         | 113.26     | 108.03     | 221.29     |
| 12   | GRE Maria Ferekidi               | 108.37     | 113.60     | 221.97     |
| 13   | NED Ariane Herde                 | 104.30     | 117.98     | 222.28     |
| 14   | BRA Poliana de Paula             | 113.47     | 110.72     | 224.19     |
| 15   | JPN Yuriko Takeshita             | 111.63     | 113.08     | 224.71     |
| 16   | ESP Maialen Chourraut            | 147.95     | 105.44     | 253.39     |
| 17   | GBR Fiona Pennie                 | 160.06     | 99.00      | 259.06     |
| 18   | RUS Aleksandra Perova            | 93.41      | 166.04     | 259.45     |
| 19   | CAN Sarah Boudens                | 158.99     | 109.68     | 268.67     |
| 20   | AND Montserrat Garcia Riberaygua | 166.67     | 102.26     | 268.93     |
| 21   | NZL Luuka Jones                  | 162.35     | 110.01     | 272.36     |

### Semifinal
| Pos. | Nome                         | Desc. semifinal | Desc. semifinal |
| Pos. | Nome                         | Penalização     | Tempo           |
| ---- | ---------------------------- | --------------- | --------------- |
| 1    | SVK Elena Kaliská            | 0               | 97.13           |
| 2    | FRA Émilie Fer               | 2               | 98.50           |
| 3    | CZE Štěpánka Hilgertová      | 4               | 101.78          |
| 4    | AUS Jacqueline Lawrence      | 4               | 103.40          |
| 5    | ITA Cristina Giai Pron       | 2               | 104.52          |
| 6    | JPN Yuriko Takeshita         | 0               | 107.86          |
| 7    | AUT Violetta Oblinger-Peters | 2               | 110.65          |
| 8    | USA Heather Corrie           | 2               | 114.51          |
| 9    | POL Agnieszka Stanuch        | 2               | 116.46          |
| 10   | NED Ariane Herde             | 4               | 117.60          |
| 11   | GRE Maria Ferekidi           | 2               | 118.99          |
| 12   | KAZ Yekaterina Lukicheva     | 2               | 128.08          |
| 13   | CHN Li Jingjing              | 54              | 161.79          |
| 14   | BRA Poliana de Paula         | 52              | 168.29          |
| 15   | GER Jennifer Bongardt        | 102             | 203.29          |

### Final
| Pos. | Nome                         | Desc. semifinal | Desc. semifinal | Desc. final | Desc. final | Total  |
| Pos. | Nome                         | Penalização     | Tempo           | Penalização | Tempo       | Total  |
| ---- | ---------------------------- | --------------- | --------------- | ----------- | ----------- | ------ |
|      | SVK Elena Kaliská            | 0               | 97.13           | 0           | 95.51       | 192.64 |
|      | AUS Jacqueline Lawrence      | 4               | 103.40          | 0           | 103.54      | 206.94 |
|      | AUT Violetta Oblinger-Peters | 2               | 110.65          | 4           | 104.12      | 214.77 |
| 4    | JPN Yuriko Takeshita         | 0               | 107.86          | 4           | 111.44      | 219.30 |
| 5    | POL Agnieszka Stanuch        | 2               | 116.46          | 2           | 104.62      | 221.08 |
| 6    | NED Ariane Herde             | 4               | 117.60          | 6           | 114.39      | 231.99 |
| 7    | FRA Émilie Fer               | 2               | 98.50           | 54          | 153.46      | 251.96 |
| 8    | USA Heather Corrie           | 2               | 114.51          | 52          | 156.37      | 270.88 |
| 9    | CZE Štěpánka Hilgertová      | 4               | 101.78          | 150         | 242.63      | 344.41 |
| 10   | ITA Cristina Giai Pron       | 2               | 104.52          | 154         | 251.26      | 355.78 |